# Heteronychus sabackyi
Heteronychus sabackyi är en skalbaggsart som beskrevs av S. Endrödi 1975. Heteronychus sabackyi ingår i släktet Heteronychus och familjen Dynastidae. Inga underarter finns listade i Catalogue of Life.